# 眞山典子
眞山 典子（まやま のりこ、1965年2月7日 - ）は、奈良県出身の女優。

## 人物・来歴
- 旧芸名 … 山本咲子、真山典子。
- 奈良市立一条高等学校卒業。
- 京都ミス映画村出身。（高校3年生の終わりごろにミス映画村に選ばれて、進学する大学も決まっていたが芸能界の道を選び進んだ。）
- 1980年代から2000年代前半にかけてテレビドラマを中心に活躍した。
- 女優業のみならず、モデル業や司会業もこなしていた。CM出演が多い。
- 現在は、芸能活動を休止している。

## 出演

### テレビドラマ
- 大奥(2)（1983年4月5日〜1984年3月27日）
- 怪人二十面相と少年探偵団(1)（1983年10月7日〜1984年3月30日、関西テレビ） - 桂由加
- 暴れん坊将軍II（テレビ朝日）
  - 第65話「男無用む組の喧嘩!」（1984年） - お軽
  - 第97話「衝撃! 上様がさらわれた!」（1985年） - お紺
- 織田信長（1989年1月1日・新春大型時代劇スペシャル）
- 真実の証明（1990年4月20日・男と女のミステリー）
- ママたちの受験戦争（1991年9月23日〜11月1日）
- 湯けむり仲居純情日記(2)（1993年11月1日・月曜ドラマスペシャル）
- 春よ、来い（第2部）（1995年4月3日〜9月30日・NHK朝の連続テレビ小説）
- ジューン・ブライド（1995年4月14日〜6月30日）
- ハートにS(3)・10センチの勇気（1995年4月24日）
- はぐれ刑事純情派（テレビ朝日）
  - 第8部・第24話「死体からの手紙!陽気な未亡人」（1995年9月20日）
  - 第13部・第22話「笑う死体!?愛を二度横取りされた女!」（2000年8月30日）
  - 第15部・第14話「嫉妬殺人!?40才違いの恋人の秘密」（2002年7月3日）
- ぽっかぽか・第3シリーズ（1996年12月9日〜1997年2月14日、TBS）　- 小沢美佐子
- のんちゃんのり弁（CBC・中部日本放送）
  - 第1シリーズ（1997年2月3日〜3月28日）
  - 第2シリーズ（1998年6月1日〜7月31日）
- せいぎのみかた（1997年4月14日〜6月23日）
- バーチャルガール 第1話（2000年1月15日）
- YASHA-夜叉- 第1話「運命の再会」（2000年4月21日）
- 土曜ワイド劇場（テレビ朝日）
  - タクシードライバーの推理日誌(13)「死にたがる乗客」（2000年8月26日）
  - 西村京太郎トラベルミステリー(41)「夜行列車の女」（2003年11月22日）
- 危険な斜面（2000年9月24日・松本清張特別企画） - ブティック店長
- 赤い霊柩車 第13部・函館立待岬 喪服の花嫁（2000年10月13日・金曜エンタテイメント）

### 映画
- 伊賀野カバ丸（1983年8月6日・東映） - 松本絵里役
- 極道の妻たち 三代目姐（1989年4月8日・東映京都撮影所）
- 女帝 春日局（1990年1月20日・東映京都撮影所） - 葛城役
- 夢（1990年5月25日・黒澤プロダクション）
- BUGS（1997年1月11日・MAXAM） - 水野直子役
- 守ってあげたい!（2000年3月4日・ゼアリズエンタープライズ）

### 舞台
- 近松心中物語

### バラエティ
- エンドレスナイト（1985年1月〜6月）※エンドレスギャルズ第2期生として出演。
- 地球アクセス

### CM
- 「永谷園」
- 「ナショナル」
- 「武田薬品」
- 「カネボウ」
- 「コナカ」
- 「大阪ガス」
- 「JR東海」